# Jeffrey R. Holland
Jeffrey Roy Holland(St. George, 3 de dezembro de 1940) é um educador e líder religioso dos Estados Unidos. Ele serviu como nono presidente da Universidade Brigham Young e é membro do Quórum dos Doze Apóstolos de A Igreja de Jesus Cristo dos Santos dos Últimos Dias (Igreja SUD). 
Atualmente, ele é o quarto apóstolo mais sênior da igreja.
Holland nasceu e foi criado em St. George, Utah. Depois de terminar o colegial, sua educação universitária começou no Dixie College e ele também serviu em uma missão para a Igreja SUD na Inglaterra. Depois de retornar de sua missão, ele se transferiu para a Universidade Brigham Young (BYU) e se formou em Inglês. Mais tarde, obteve um mestrado em Educação Religiosa na BYU. Holland recebeu um segundo mestrado e mais tarde um doutorado em Estudos Americanos na Universidade Yale. Em 1974, Holland foi nomeada reitor de Educação Religiosa da BYU e nomeado décimo primeiro comissário do Sistema Educacional da Igreja dois anos depois, substituindo Neal A. Maxwell. Em 1980, Holland se tornou o nono presidente da BYU, substituindo Dallin H. Oaks.

## Início da vida e educação
Holland nasceu em St. George, Utah. Seu pai, Frank D. Holland, se converteu à Igreja SUD, enquanto sua mãe, Alice, veio de uma longa fila de santos dos últimos dias. Quando jovem, trabalhou como transportador de jornais, supermercado ensacadeira e atendente de posto de gasolina. Quando jovem, Holland serviu uma missão na Inglaterra; seu presidente da missão era Marion D. Hanks, uma autoridade geral da igreja. Ele e Quentin L. Cook eram companheiros missionários.
Holland se formou na Dixie High School (Utah). Ele ajudou os Flyers a ganhar os campeonatos estaduais de ensino médio no futebol e basquete. Ele começou seus estudos universitários no Dixie College antes de sua missão. Depois de retornar de sua missão, ele serviu como co-capitão do time Dixie. Em 2011, a escola abriu as portas para o Jeffrey R. Holland Centennial Commons Building, um prédio para homenagear tanto Holland quanto o centenário da escola em 2011. O edifício concluído foi dedicado em setembro de 2012.
Holland foi transferido para a BYU, onde se formou em inglês. Ele escreveu uma tese sobre mudanças selecionadas no texto do Livro de Mórmon para concluir seu mestrado em Educação Religiosa pela BYU, enquanto também ministrava aulas de religião em período parcial. Depois de obter seu mestrado, Holland tornou-se um professor do Institute of Religion em Hayward, Califórnia. Ele trabalhou como diretor do Instituto de Religião em Seattle, Washington. Holland cursou a Yale University e obteve um segundo mestrado em Estudos Americanos, e mais tarde um Ph.D na mesma disciplina. Em Yale, Holland estudou com estudioso e crítico literário americano R. W. B. Lewis e escreveu uma dissertação sobre o sentido religioso de Mark Twain.
Enquanto estudava em Yale, Holland serviu como conselheiro na presidência de Estaca da Igreja SUD em Hartford, Connecticut.

## Liderança na BYU e no Sistema Educacional da Igreja
Holland serviu como diretor do instituto em Salt Lake City depois de obter seu doutorado. Ele também atuou como diretor do MIA do Sacerdócio de Melquisedeque. Em 1974, aos trinta e três anos, Holland foi nomeado decano de Educação Religiosa na BYU. De 1976 a 1980, ele serviu como o décimo primeiro comissário do Sistema Educacional da Igreja, substituindo Neal A. Maxwell quando foi chamado ao Primeiro Conselho dos Setenta.:40–42
Em 1980, Holland foi nomeado para suceder Dallin H. Oaks como presidente da BYU. Após a formação de um comitê de pesquisa, como candidato favorito do Primeiro Conselheiro na Igreja SUD, N. Eldon Tanner, e o protetor da cadeira do comitê executivo do Conselho de Administração da BYU, Gordon B. Hinckley, Holland foi nomeado menos de dois dias depois. Como Comissário de Educação da igreja na época em que Oaks foi liberado de suas funções, Holland deveria compilar uma lista de candidatos para ser o próximo presidente da BYU. Em vez disso, ele foi inesperadamente notificado da intenção da Primeira Presidência de torná-lo presidente. Após sua nomeação, os rumores no campus citaram a decisão como "motivada politicamente".:40–41 Antes de chegar a Provo, Holland reduziu o número de vice-presidentes para quatro e aumentou o número de vice-presidentes assistentes e associados sobre os acadêmicos.:42
Holland passou facilmente para o cargo de presidente. Ele estava familiarizado com os deveres do presidente, pois havia trabalhado em estreita colaboração com Oaks como Comissário da Educação.:41 Ele enfatizou a atualização de programas e a melhoria do relacionamento com os professores, em vez de focar na expansão física do campus.:42 Para complementar os fundos da escola, Holland lançou um evento de arrecadação de fundos chamado "Excelência nos anos oitenta", que buscava arrecadar US $ 100 milhões de 1982 a 1987. Foram levantados fundos específicos para bolsas de estudo para estudantes, programas acadêmicos, salários dos professores e programas de extensão. Ele enfatizou a contratação de professores mais qualificados e a compra de mais materiais de biblioteca e pesquisa. Ele supervisionou o edifício do Crabtree Technology Building, mas não prometeu mais de dez novos edifícios durante sua presidência.:43
Uma conquista significativa durante a presidência de Holland foi a fundação do BYU Jerusalem Center. Também durante sua presidência, o Centro de Estudos Internacionais da BYU foi renomeado como David M. Kennedy Centro de Estudos Internacionais e teve seu papel na BYU enfatizado novamente. Houve um grande debate sobre o código de vestimenta da BYU nas administrações anteriores, sendo a questão mais importante se as mulheres podiam usar calças jeans campus. A visão de Holland era de que as mulheres deveriam se preocupar mais com modéstia e limpeza do vestuário do que com o tecido e a cor da roupa. Ele também esclareceu seu apoio às regras do código de vestimenta que proíbem homens de usar brincos e mulheres de alfinetes de segurança nos ouvidos.:115 Em relação às violações do Código de Honra, se um estudante solicitasse que seus nomes fossem removidos dos registros da igreja, Holland instituiu uma política na qual eles teriam que receber permissão especial do Conselho de Curadores para permanecer matriculados na escola.:122–23
Durante a presidência de Holland, o jornal semanal semanal independente "The 7th East Press" foi desativado devido a uma publicação sobre tópicos controversos. No entanto, o editor de estudantes Dean Huffaker acreditava que Holland havia tentado impedir que fossem proibidos, porque estava consciente de relações públicas e não queria causar polêmica. Os estudantes afirmaram que acreditavam que a proibição vinha de uma das autoridades gerais da Igreja SUD.
O principal objetivo de Holland era restabelecer a instrução religiosa como o "centro" dos acadêmicos da BYU, mas nenhuma mudança significativa ocorreu durante sua presidência.:91 Como presidente da BYU, Holland incentivou a excelência acadêmica em um ambiente de fé. Holland enfatizou que a BYU não poderia fazer tudo, mas buscaria a excelência no que escolheu fazer.
Holland serviu como presidente da Associação Americana de Presidentes de Faculdades e Universidades Independentes (AAPICU) e como membro do comitê de presidentes da  NCAA's. Ele também recebeu o prêmio "Torch of Liberty" da Liga Anti-Difamação.

## Serviço na Igreja dos Santos dos Últimos Dias
Holland foi chamado como autoridade geral e membro do Primeiro Quórum dos Setenta em 1º de abril de 1989, encerrando seu mandato como presidente da BYU. Como membro dos Setenta, Holland foi conselheiro na presidência geral da organização dos Rapazes da igreja de 1989 a 1990. Antes de seu chamado como autoridade geral, Holland atuou como bispo da Igreja SUD de uma ala de adultos solteiros em Seattle, como conselheiro na presidência da estaca de Hartford, Connecticut e como representante regional dos doze.
Holland foi ordenado apóstolo da Igreja SUD em 23 de junho de 1994 por Howard W. Hunter. Ele foi selecionado como apóstolo após a morte do presidente da igreja, Ezra Taft Benson, e foi apoiado como membro do Quórum dos Doze Apóstolos em 1º de outubro de 1994. Em 2000, Holland tornou-se presidente da Força-Tarefa de Currículo Missionário, que trabalhava para desenvolver Pregue Meu Evangelho.
Holland viveu em Santiago e serviu como presidente da Área Chile da igreja de 2002 a 2004.
Nas conferências gerais da igreja, no outono de 2007 e primavera de 2008, Holland deu sermões que respondiam diretamente às acusações de que os santos dos últimos dias não são cristãos. Na conferência geral de abril de 2009, a Holland fez um sermão sobre a crucificação de Jesus Cristo e a importância da declaração de Cristo, "meu Deus, meu Deus, por que me abandonaste". Mais tarde, essa palestra foi reformatada com música e colocada no site da Igreja SUD, onde em agosto de 2009 havia sido vista mais de 500.000 vezes.
Em 2012, Holland era o membro do Quórum dos Doze, responsável pelos assuntos da Igreja SUD na África. No início de 2012, ele foi a Serra Leoa, Libéria e Gana para se encontrar com membros e missionários. Ele também se encontrou com o vice-presidente da Serra Leoa, Samuel Sam-Sumana. Em dezembro de 2012, Holland organizou a 3000ª participação da Igreja SUD em Freetown, Serra Leoa. Em 12 de março de 2012, a Harvard Law School recebeu Holland para uma série do Mormonism 101. Em 10 de junho de 2015, ele se dirigiu ao Grupo Parlamentar de Relações Exteriores de Todos os Partidos na Câmara dos Lordes no Parlamento do Reino Unido. Em 2016, Holland foi orador principal no café da manhã Dever para com Deus dos escoteiros da América (BSA), como parte de sua missão como representante principal da Igreja SUD na BSA.
Em janeiro de 2018, entre outras atribuições, Holland continuou seu serviço no Conselho de Educação da Igreja e no Conselho de Curadores, onde também atua como presidente do Comitê Executivo.
Em novembro de 2018, Holland falou em uma grande conferência inter-religiosa na Universidade de Oxford. Durante a mesma viagem, Holland se encontrou com Theresa Maio, primeira-ministra da Grã-Bretanha. Esta pode ter sido a primeira reunião oficial de um apóstolo da Igreja SUD com um Primeiro Ministro Britânico. Em janeiro de 2019, Holland presidiu a inauguração do templo de Urdaneta nas Filipinas. Ele também falou em uma conferência de várias estacas nas Filipinas naquela semana.

## Família
Holland e sua esposa, Patricia Terry, casaram-se em 7 de junho de 1963, no Templo de St. George. Eles são pais de três filhos. Seu filho, Matthew S. Holland, foi nomeado em 2009 como presidente da Utah Valley University em Orem, Utah. Um filho mais novo, David F. Holland, é professor da Harvard Divinity School.

## Trabalhos

### Livros
- Holland, Jeffrey R. (2016), To Mothers: Carrying the Torch of Faith and Family, ISBN 978-1-62972-211-5, Deseret Book
- —— (2014), To My Friends: Messages of Counsel and Comfort, ISBN 978-1-62972-029-6, Deseret Book
- —— (2012), For Times of Trouble : Spiritual Solace from the Psalms, ISBN 978-1-60907-271-1, Deseret Book
- —— (2011), Created for greater things, ISBN 978-1-60641-940-3, Deseret Book, OCLC 671541156
- —— (2008), Broken Things to Mend, ISBN 978-1-60641-024-0, Deseret Book, OCLC 231745598
- —— (2006) [1997], Christ and the New Covenant, ISBN 978-1-59038-613-2, Deseret Book, OCLC 163198993
- ——; Tanner, Susan W (2006), Modesty, Makeovers, and the Pursuit of Physical Beauty: What Mothers and Daughters Need to Know, ISBN 978-1-59038-603-3, Deseret Book, OCLC 63692649
- —— (2003), Trusting Jesus, ISBN 978-1-59038-155-7, Deseret Book, OCLC 51389056
- —— (2001), Of Souls, Symbols, and Sacraments, ISBN 978-1-57345-859-7, Deseret Book, OCLC 45446206
- —— (2000), Shepherds Why This Jubilee, ISBN 978-1-57345-863-4, Eagle Gate, OCLC 44468883
- —— (1997), Because She Is A Mother, ISBN 978-1-57345-374-5, Deseret Book#Deseret Book
- ——; Holland, Patricia T (1989), On Earth As It Is In Heaven, ISBN 978-0-87579-186-9, Deseret Book, OCLC 20133634
- —— (1985), However Long & Hard the Road, ISBN 978-0-87747-625-2, Deseret Book, OCLC 12161981

### Artigos
- Holland, Jeffrey R. (Julho de 2011), «Faith to Answer the Call», Ensign
- —— (Maio de 2011), «An Ensign to the Nations», Ensign
- —— (Março de 2011), «Charity Never Faileth: A Discussion on Relief Society», Ensign
- —— (Novembro de 2010), «Because of Your Faith», Ensign
- —— (Maio de 2010), «Place No More for the Enemy of My Soul», Ensign
- —— (Janeiro de 2010), «The Best Is Yet to Be», Ensign
- —— (Janeiro de 2010), «We Want the Best for You», New Era
- —— (Novembro de 2009), «Safety for the Soul», Ensign
- —— (Setembro de 2009), «Lessons from Liberty Jail», Ensign
- —— (Maio de 2009), «None Were with Him», Ensign
- —— (Novembro de 2008), «The Ministry of Angels», Ensign
- —— (Junho de 2008), «President Thomas S. Monson: In the Footsteps of the Master», Liahona
- —— (Maio de 2008), «'My Words ... Never Cease'», Ensign
- —— (Abril de 2008), «Elder Quentin L. Cook: A Willing Heart and Mind», Ensign
- —— (Março de 2008), «The Atonement of Jesus Christ», Ensign
- —— (Novembro de 2007), «The Only True God and Jesus Christ Whom He Hath Sent», Ensign
- —— (Outubro de 2007), «Let Virtue Garnish Thy Thoughts Unceasingly», New Era
- —— (Outubro de 2007), «Helping Those Who Struggle with Same-Gender Attraction», Ensign
- —— (Julho de 2007), «This, the Greatest of All Dispensations», Ensign
- —— (Junho de 2007), «Teaching and Learning in the Church», Ensign
- —— (Maio de 2007), «The Tongue of Angels», Ensign
- —— (Novembro de 2006), «Prophets in the Land Again», Ensign
- —— (Outubro de 2006), «What I Wish Every New Member Knew—and Every Longtime Member Remembered», Ensign
- —— (Maio de 2006), «Broken Things to Mend», Ensign
- —— (Novembro de 2005), «To Young Women», Ensign
- —— (Maio de 2005), «Our Most Distinguishing Feature», Ensign
- —— (Março de 2005), «Elder Dieter F. Uchtdorf: On to New Horizons», Ensign
- —— (Novembro de 2004), «Prophets, Seers, and Revelators», Ensign
- —— (Agosto de 2004), «Remember How You Felt», New Era
- —— (Maio de 2004), «'Abide in Me'», Ensign
- —— (Novembro de 2003), «The Grandeur of God», Ensign
- —— (Outubro de 2003), «How Do I Love Thee?», New Era
- —— (Maio de 2003), «A Prayer for the Children», Ensign
- —— (Janeiro de 2003), «Teaching, Preaching, Healing», Ensign
- —— (Novembro de 2002), «Called to Serve», Ensign
- —— (Maio de 2002), «The Other Prodigal», Ensign
- —— (Novembro de 2001), «'Like a Watered Garden'», Ensign
- —— (Maio de 2001), «'Witnesses unto Me'», Ensign
- —— (Março de 2001), «Missionary Work and the Atonement», Ensign
- —— (Novembro de 2000), «'Sanctify Yourselves'», Ensign
- —— (Maio de 2000), «As Doves to Our Windows», Ensign
- —— (Março de 2000), «'Cast Not Away Therefore Your Confidence'», Ensign
- —— (Novembro de 1999), «'An High Priest of Good Things to Come'», Ensign
- —— (Maio de 1999), «The Hands of the Fathers», Ensign
- —— (Novembro de 1998), «Personal Purity», Ensign
- —— (Junho de 1998), «Real Friendship», New Era
- —— (Maio de 1998), «A Teacher Come from God», Ensign
- —— (Abril de 1998), «'Come unto Me'», Ensign
- —— (Novembro de 1997), «'He Hath Filled the Hungry with Good Things'», Ensign
- —— (Maio de 1997), «'Because She Is a Mother'», Ensign
- —— (Novembro de 1996), «'The Peaceable Things of the Kingdom'», Ensign
- —— (Agosto de 1996), «Friend to Friend: Fear not, little children», The Friend
- —— (Maio de 1996), «A Handful of Meal and a Little Oil», Ensign
- —— (Janeiro de 1996), «'For a Wise Purpose'», Ensign
- —— (Novembro de 1995), «'This Do in Remembrance of Me'», Ensign
- —— (Junho de 1995), «True or False», New Era
- —— (Junho de 1995), «President Gordon B. Hinckley: Stalwart and Brave He Stands», Ensign
- —— (Maio de 1995), «Our Priesthood Legacy», Ensign
- —— (Novembro de 1994), «Miracles of the Restoration», Ensign
- —— (Setembro de 1994), «President Thomas S. Monson: Finishing the Course, Keeping the Faith», Ensign
- —— (Novembro de 1993), «'Look to God and Live'», Ensign
- —— (Novembro de 1992), «New Frontiers for New Pioneers», New Era
- —— (Novembro de 1989), «He Loved Them unto the End», Ensign
- —— (Agosto de 1986), «'I Stand All Amazed'», Ensign
- —— (Fevereiro de 1986), «President Thomas S. Monson: Man of Action, Man of Faith, Always 'on the Lord's Errand'», Ensign
- —— (Agosto de 1985), «A Robe, a Ring, and a Fatted Calf», Ensign
- —— (Fevereiro de 1984), «The Inconvenient Messiah», Ensign
- —— (Setembro de 1983), «However Long and Hard the Road», New Era
- —— (Julho de 1983), «'Lift Up Your Eyes'», Ensign
- —— (Maio de 1983), «Within the Clasp of Your Arms», Ensign
- —— (Outubro de 1980), «For Times of Trouble», New Era
- —— (Abril de 1980), «Friend to Friend: The Cactus, the Cross, and Easter», The Friend
- —— (Abril de 1980), «Belonging: A View of Membership», Ensign
- —— (Setembro de 1978), «Friend to Friend: Do You Think I Can Fit into Your Seat?», The Friend
- —— (Abril de 1978), «Mormon: The Man and the Book, Part 2», Ensign
- —— (Março de 1978), «Mormon: The Man and the Book, Part 1», Ensign
- —— (Dezembro de 1977), «'Maiobe Christmas Doesn't Come from a Store'», Ensign
- —— (Março de 1977), «Alma, Son of Alma», Ensign
- —— (Setembro de 1976), «Daddy, Donna, and Nephi», Ensign
- —— (Junho de 1976), «A Promised Land», Ensign
- —— (Setembro de 1975), «The Lengthening Shadow of Peter», Ensign
- —— (Setembro de 1974), «'Whom Say Ye That I Am?'», Ensign

### Discursos
- Holland, Jeffrey R. (13 de Janeiro de 2009), «Remember Lot's Wife», BYU Devotional, Marriott Center, BYU, Provo, Utah
- —— (7 de Setembro de 2008), «Lessons from Liberty Jail», CES Fireside for Young Adults, BYU, Provo, Utah
- ——; Holland, Patricia T (4 de Maio de 2007), «What Time Is This?», BYU Women's Conference
- —— (12 de Setembro de 2004), «Terror, Triumph, and a Wedding Feast», CES Fireside for Young Adults
- —— (28 de Outubro de 2000), «The Miracle of a Mission», Missionary Training Center, Provo, Utah — unofficial transcript
- —— (15 de Fevereiro de 2000), «How Do I Love Thee?», BYU Devotional, BYU, Provo, Utah
- —— (2 de Março de 1999), «Cast Not Away Therefore Your Confidence», BYU Devotional, BYU, Provo, Utah
- —— (1 de Dezembro de 1998), «Christmas Comfort», Ricks College Devotional, Rexburg, Idaho
- —— (2 de Março de 1997), «Come Unto Me», CES Fireside for Young Adults
- —— (17 de Janeiro de 1989), «The Will of the Father in All Things», BYU Devotional, BYU, Provo, Utah
- —— (6 de Setembro de 1988), «At Their Most Enlightened and Alert», BYU Devotional, BYU, Provo, Utah
- —— (15 de Setembro de 1987), «Who We Are and What God Expects Us to Do», BYU Devotional, BYU, Provo, Utah
- —— (13 de Janeiro de 1987), «The Bitter Cup and the Bloody Baptism», BYU Devotional, BYU, Provo, Utah
- —— (9 de Setembro de 1986), «Unless You're a Mormon», BYU Devotional, BYU, Provo, Utah
- —— (21 de Janeiro de 1986), «Oh Lord, Keep My Rudder True», BYU Devotional, BYU, Provo, Utah
- —— (10 de Setembro de 1985), «Nailing Our Colors to the Mast», BYU Devotional, BYU, Provo, Utah
- —— (15 de Janeiro de 1985), «Some Things We Have Learned—Together», BYU Devotional, BYU, Provo, Utah
- —— (31 de Janeiro de 1984), «A Robe, a Ring, and a Fatted Calf», BYU Devotional, BYU, Provo, Utah
- —— (18 de Janeiro de 1983), «However Long and Hard the Road», BYU Devotional, BYU, Provo, Utah
- —— (25 de Agosto de 1981), «That Our Children Maio Know», BYU Devotional, BYU, Provo, Utah
- —— (2 de Setembro de 1980), «Are You True?», BYU Devotional, BYU, Provo, Utah
- —— (18 de Março de 1980), «For Times of Trouble», BYU Devotional, BYU, Provo, Utah

### Prêmios
- Eagle Scout Award por Boy Scouts of America (1955)[39]
- Distinguished Eagle Scout Award pela National Eagle Scout Association[39]
- Torch of Liberty Award pela Liga Anti-Difamçaão[36]
- Washington County Exemplary Manhood Award (Julho 2013)[40]